# Ola Ullsten
Ola Ullsten, folkbokförd Stig Kjell Olof Ullstén, född 23 juni 1931 i Teg i Umeå landsförsamling, död 28 maj 2018 i Öja distrikt i Gotlands län, var en svensk politiker (folkpartist), statsminister, utrikesminister och ambassadör.
Ullsten var mellan 1965 och 1984 riksdagsledamot (andra kammaren för Stockholms stads valkrets till 1970), mellan 1976 och 1978 biträdande utrikesminister (biståndsminister), mellan 1978 och 1983 partiledare för Folkpartiet, under 1978 och mellan 1980 och 1982 statsministerns ställföreträdare, mellan 1978 och 1979 statsminister och mellan 1979 och 1982 utrikesminister. 
Han gav 2013 ut memoarboken Så blev det.

## Bakgrund
Stig Kjell Olof Ullsten var son till skogsinspektoren Carl Ullsten (1892–1977) och småskollärarinnan Kristina Röström (1900–1993).

## Politisk karriär
Ullsten gick våren 1958 med i Folkpartiets ungdomsförbund (FPU) och Folkpartiet.
Efter socionomexamen i Stockholm blev han sekreterare i Folkpartiets riksdagsgrupp. Ullsten arbetade även för den amerikanske republikanen Nelson Rockefellers framgångsrika guvernörskampanj i New York. Mellan 1962 och 1964 var han ordförande i Folkpartiets ungdomsförbund. I riksdagsvalet 1964 kandiderade han i Rösta ungt-kampanjen och invaldes i andra kammaren.
Vid den borgerliga regeringens tillträde 1976 blev han biståndsminister, och 1977 utsågs han också till invandrarminister.
När folkpartiledaren Per Ahlmark under våren 1978 lämnade alla politiska uppdrag av personliga skäl blev Ullsten vald till ny partiledare. Ahlmark har sedermera ställt sig starkt kritisk till valet av Ullsten.
I rollen som nytillträdd folkpartiledare fick Ullsten på hösten 1978 hantera den svåra politiska kris som följde på oenigheten inom regeringen om laddningen av kärnkraftverket Ringhals 3. Han stod på den kärnkraftspositiva sidan och var trots sin pragmatiska läggning obenägen till kompromisser, vilket bidrog till trepartiregeringens fall i oktober 1978.

## Tiden som statsminister (1978–1979)

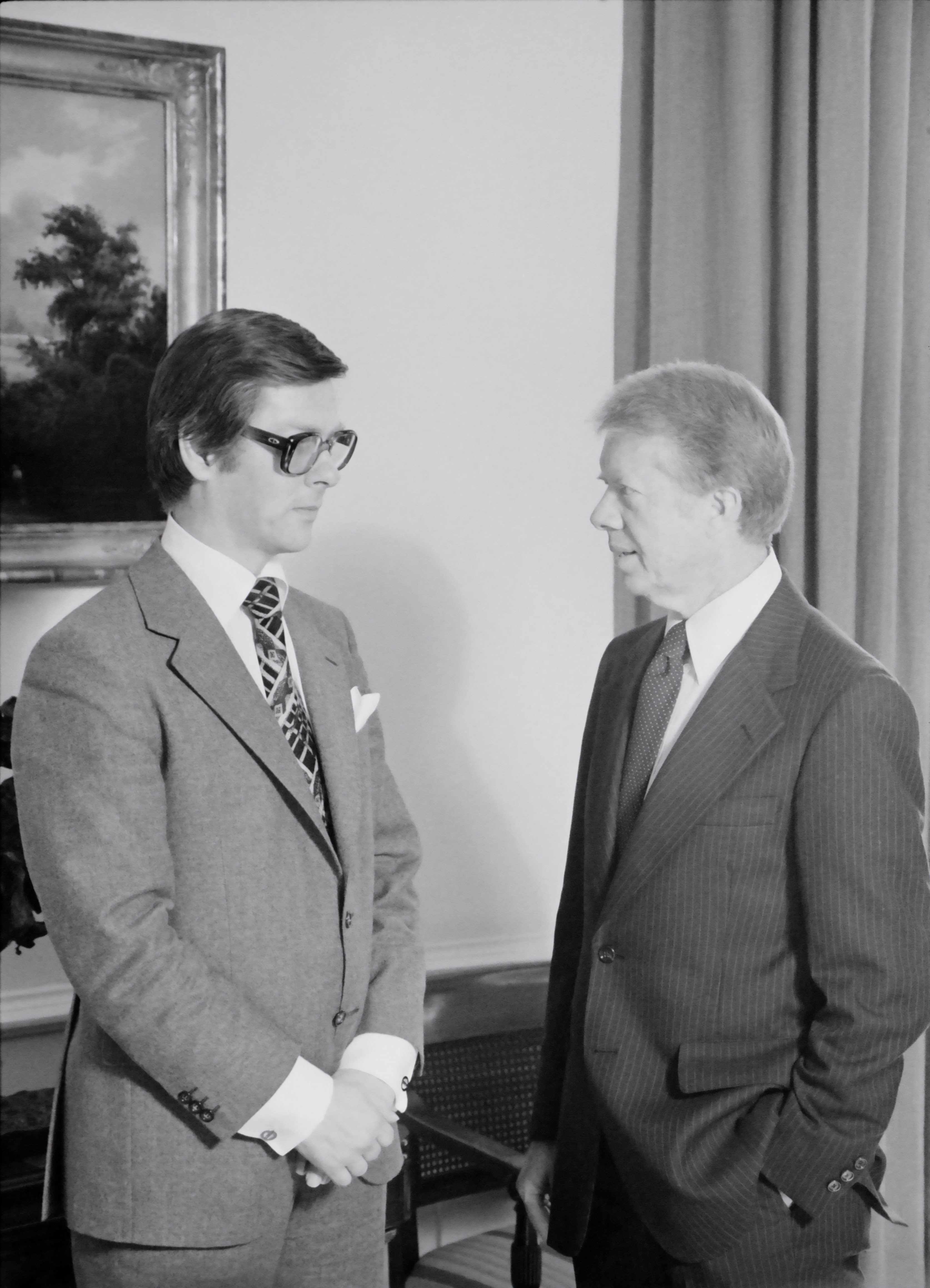
USA:s president Jimmy Carter (till höger) och statsminister Ola Ullsten 1979.

Regeringskrisen som följde trepartiregeringens fall fick en överraskande upplösning genom att Ullsten bildade en ren folkpartiregering, trots att fler riksdagsledamöter röstade emot talmannens förslag än för detsamma. Då Socialdemokraterna lade ned sina röster var detta i praktiken ett stöd för regeringen eftersom regeringsformen är formulerad på ett sådant sätt att en majoritet i riksdagen måste rösta nej för att föreslagen statsminister ska avvisas.
Ullstens tid som statsminister blev till en början framgångsrik, men närmare valet 1979 blev situationen i riksdagen svårhanterlig eftersom oppositionspartierna började bilda oheliga allianser mot regeringen. 
Som statsminister bjöd Ola Ullsten, tillsammans med regeringarna i Danmark och Norge, in Nicolae Ceaușescu att avlägga statsbesök i de skandinaviska länderna. Ceaușescus besök i Sverige ägde rum i november 1980.

## Senare år som partiledare
Efter valet 1979, som gav riksdagen en knapp borgerlig majoritet, övervägde Ullsten till en början att försöka sitta kvar som statsminister med stöd av regeringsformen, men övertalades att avgå. I stället bildades en ny borgerlig trepartiregering, i vilken Ullsten blev utrikesminister och från och med augusti 1980 även statsministerns ställföreträdare. Regeringen sprack på skattefrågan 1981 och i den mittenregering som då bildades behöll han samma poster. 
Efter valnederlaget 1982 avgick regeringen. Folkpartiet hade i valet gjort svåra förluster och krav restes inom partiet på att Ullsten skulle avgå som partiledare, vilket han gjorde 1983.

### Kravmaskiner
Ola Ullsten lanserade ordet ”kravmaskiner”, som ursprungligen syftade på fackliga organisationer som ställde stora krav på landets ledning. Ordet uppfanns av Ullstens talskrivare Thomas Berglund för Ullstens Almedalstal 1981. Janerik Larsson kallade ordet ”Ola Ullstens viktigaste bidrag till svensk politik”.

## Ambassadör
Ullsten utsågs 1984 till ambassadör i Kanada vilket han var fram till 1989 med sidoackreditering i Bahamas 1985–1989. Han blev sedan ambassadör i Italien 1989–1996 med sidoackreditering i Albanien 1992–1996.

## Familj
Ola Ullsten var mellan 1961 och 1981 gift med estniskbördiga Evi Esko (1931–1992) och från 1989 med fransk-kanadensiska Louise Beaudoin (född 1954). Han fick fyra barn, två i vardera äktenskapet: Katarina (född 1962), Maria (född 1964), Nicolas (född 1989) och Christian (född 1992). Han var bosatt utanför Toronto i Kanada och i Grötlingbo på Gotland.

## Ullsten som politiker
Jan Björklund, tidigare partiledare i Liberalerna (fd Folkpartiet), beskriver på följande sätt Ullstens insatser i några korta meningar på Liberalernas hemsida:
| ” | Ola Ullsten var med och bröt ett nära halvsekellångt socialdemokratiskt maktinnehav och kom att spela en huvudroll under den borgerliga regeringsperioden 1976-82. Han hade ett starkt socialliberalt engagemang och var analytisk och eftertänksam i sitt politiska ledarskap. Han insåg att politiska resultat nås genom samarbete i sakfrågor, ibland även med motståndarna. Han hade ett brett politiskt kunnande som satte avtryck i många av den tidens stora frågor; internationell solidaritet, jämställdhet, den stora marginalskattereformen 1981 och en ansvarsfull energipolitik. | „ |

Björn Molin, som bland annat var handelsminister i den borgerliga regeringen 1981–1982 och gruppledare i Folkpartiets riksdagsgrupp 1978–1981, beskriver i sina memoarer Ullsten i följande ordalag:
| ” | Samtidigt fanns hos Ullsten ett drag av obeslutsamhet som vid enstaka tillfällen kunde gå över i indolens. Inför svåra avgöranden hade han en tendens att glida undan och avstå från beslut ... jag irriterades av hans slarvighet och obeslutsamhet. Han var ofta inte tillräckligt påläst och hade svårt att hålla reda på namn ... Åsikterna om hans lämplighet som partiledare gick isär inom partiledningen och riksdagsgruppen ... 1982 års val blev folkpartiets sämsta val någonsin. Partiledarens ställning kom därmed självfallet i fokus ... Flera valkretsförbund krävde Ola Ullstens avgång ... En stor tidning beskrev läget inom folkpartiet som ett inferno. | „ |

Ullstens företrädare på posten som folkpartiledare, Per Ahlmark, gör en liknande analys. Ahlmark beskriver i sina memoarer hur han kände "djup skepsis inför Ullstens principlöshet, bitvis svaga tankekraft och bristande ledarförmåga" och att denna oro kom att bekräftas efter ledarskiftet.

## Utmärkelser
- Storkors av Italienska republikens förtjänstorden, 8 april 1991.[18]